# 마시모 도브로빅
마시모 도브로빅(Massimo Dobrovic, 1980년 1월 1일 ~ )은 이탈리아의 배우, 텔레비전 배우이다.
풀라에서 태어났다.

## 영화
- 레전드 (2015년)
- 뱃지 오브 아너 (2015년)
- 뉴올리언스 전투: 네이비실 vs 좀비 (2015년)
- 러브 트라이앵글 (2013년)
- 바이러스 격리 구역 (2013년)
- 우리에겐 교황이 있다 (2011년)